# Regine Tugade
Regine Kate Tugade-Watson (Dededo, 28 gennaio 1998) è una velocista guamana.

## Biografia
Nata da genitori filippini, cresce sull'isola di Guam dove si avvicina all'atletica leggera all'età di 12 anni. Successivamente è entrata alla United States Naval Academy, dove ha potuto allenarsi e proseguire la carriera sportiva. Nel 2015 è stata l'unica atleta guamana a prendere parte ai Mondiali di Pechino, esperienza ripetuta nel 2017 a Londra. Ha preso parte, grazie ad una wild card, ai Giochi olimpici di Rio de Janeiro 2016 ed è stata ritenuta anche par quelli di Tokyo 2020.
Tugade-Watson detiene molti record di velocità di Guam, di cui quelli su 100 m (11"92 (vento: -2.2 m/s) a Worcester, MA, il 3 maggio 2019) e su 200 m.

## Palmarès
| Anno | Manifestazione           | Sede           | Evento      | Risultato | Prestazione | Note                                     |
| ---- | ------------------------ | -------------- | ----------- | --------- | ----------- | ---------------------------------------- |
| 2014 | Campionati oceaniani U20 | Avarua         | 100 m piani | Batteria  | 12"70       |                                          |
| 2014 | Campionati oceaniani U20 | Avarua         | 200 m piani | Bronzo    | 25"52       |                                          |
| 2015 | Campionati oceaniani U18 | Cairns         | 200 m piani | 5ª        | 25"28       |                                          |
| 2015 | Mondiali U18             | Cali           | 200 m piani | Batteria  | 25"81       |                                          |
| 2015 | Mondiali                 | Pechino        | 100 m piani | Batteria  | 12"60       |                                          |
| 2016 | Giochi olimpici          | Rio de Janeiro | 100 m piani | Batteria  | 12"52       |                                          |
| 2017 | Campionati oceaniani U20 | Suva           | 200 m piani | Batteria  | 25"92       |                                          |
| 2017 | Mondiali                 | Londra         | 200 m piani | Batteria  | 26"22       |                                          |
| 2019 | Giochi del Pacifico      | Apia           | 100 m piani | 4ª        | 12"03       |                                          |
| 2019 | Giochi del Pacifico      | Apia           | 200 m piani | 4ª        | 24"42       |                                          |
| 2019 | Giochi del Pacifico      | Apia           | 4×400 m     | 4ª        | 4'10"22     |                                          |
| 2021 | Giochi olimpici          | Tokyo          | 100 m piani | Batteria  | 12"17       | Miglior prestazione personale stagionale |
| 2024 | Giochi olimpici          | Parigi         | 100 m piani | Batteria  | 11"87       |                                          |